# Fiat 242
Fiat 242 — невеликий фургон виробництва італійської компанії Fiat, виготовлявся разом з Citroën C35 на Societa Europea Veicoli Leggeri Sevel в Італії з осені 1975 року до середини-1987 року в кузові фургон, мікроавтобус, пікап з одинарною та подвійною кабіною і шасі.

## Опис

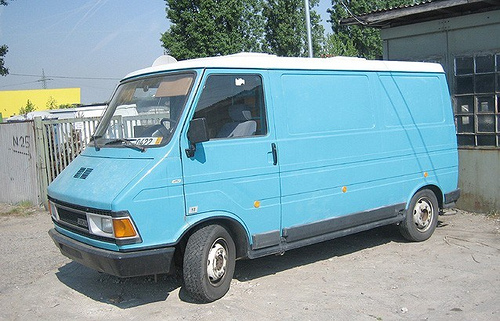
Fiat 242 (1980-1987)

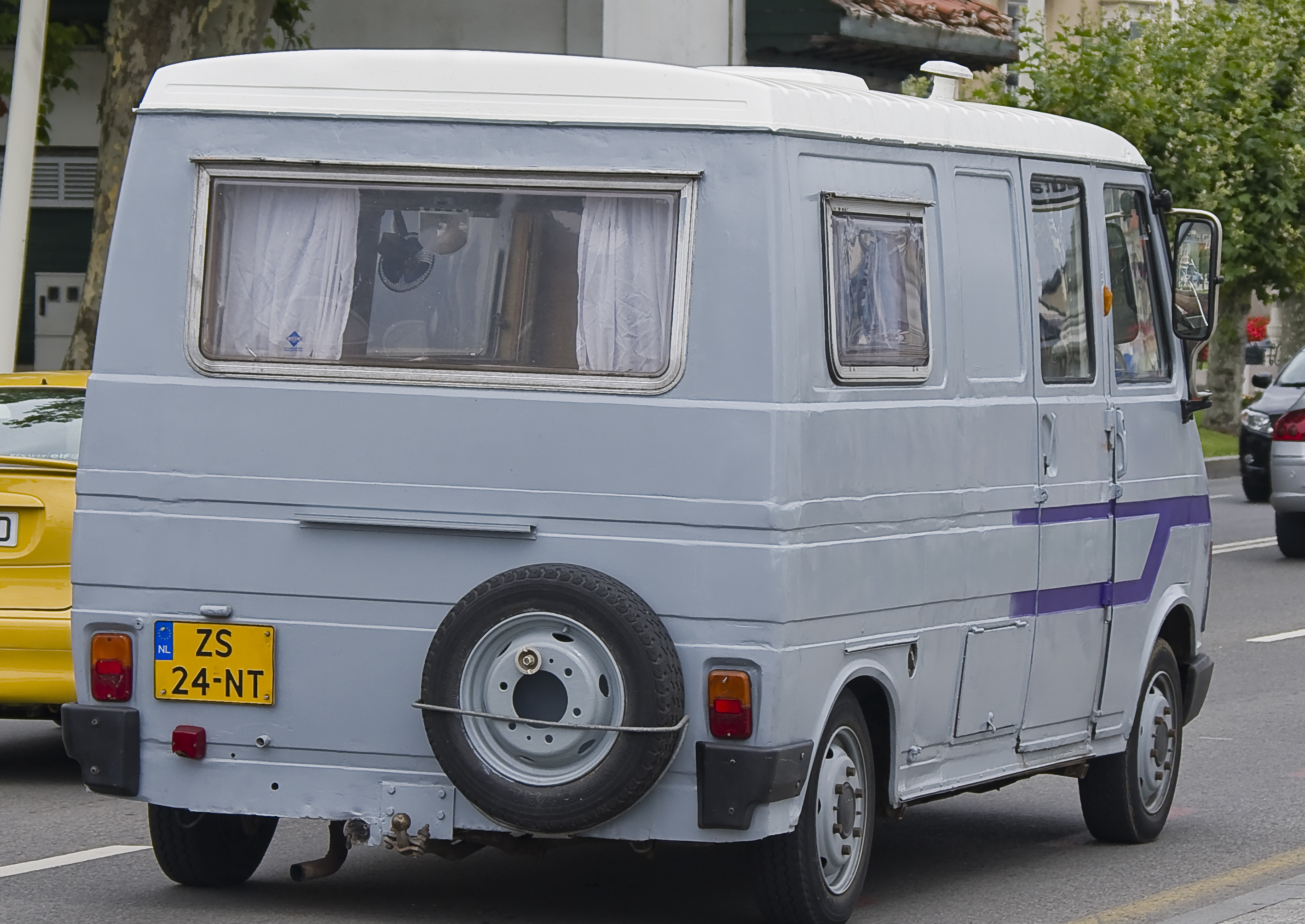
Fiat 242 camper

Він прийшов на зміну Fiat 241 і був особливо популярний у себе на батьківщині через його міцність і надійність. Завдяки передньому приводу у нього було багато вантажного простору і низька навантажувальна висота. Він мав чотири дискові гальма. Fiat 242 не був доступний у Франції, так само як Citroën C35 в Італії. Як наступник з січня 1982 року запущений Fiat Ducato у версії Maxi.
У жовтні 1975 року, запуск відбувся з 2,0-літровим бензиновим двигуном від Fiat і 2,2-літровий дизельний двигун від Citroën CX.
На початку 1980 року модель була модернізована. 2,5-літровий дизельний двигун замінив 2,2-літровий, повороти були розміщені поруч з фарами, задній ліхтар був доступний і бічним огородження. Наприкінці 1984 року 242-отримав нову приладову панель.
Влітку 1987 року, виробництво закінчився після виготовлення більш ніж 500 000 автомобілів.

## Двигуни
- 1985 см3 Citroën B20/614 І4
- 2175 см3 Diesel Citroën B22/615 І4
- 2500 см3 Diesel Citroën B25/637 І4